# Hugh Segal
Hugh Segal, född 13 oktober 1950 i Montréal, Québec, död 9 augusti 2023 i Kingston, Ontario, var en kanadensisk senator, politisk strateg, författare och kommentator. Han är känd för uttrycket "One Nation Conservatism" och för förespråkandet av social harmoni mellan olika klasser och det allmänna goda. Under sin politiska karriär, som inleddes under 1970-talet, var han under senare år bland annat "chief of staff" till Ontarios Premier Bill Davis och Kanadas premiärminister Brian Mulroney. Segal var en aktiv förespråkare av basinkomst.

## Basinkomst
Segal betonar fattigdomens dolda kostnader och menar, utifrån detta, att fattigdomsbekämpning borde vara Kanadas primära sociala projekt och att basinkomst borde ses som lika viktigt som utbildning, trygga samhällen och hälsovårdsförsäkring.